# بیمارستان ولایت (ساری)
بیمارستان ولایت یک مرکز درمانی وابسته به سپاه کربلا مازندران  است که در شهر ساری مرکز استان مازندران شمال ایران قرار دارد.